# Terry Neill
Terry Neill   (Belfast, 8 de maig de 1942 - Londres, 28 de juliol de 2022) fou un exfutbolista nord-irlandès de la dècada de 1960 i entrenador.
Fou internacional amb la selecció d'Irlanda del Nord, de la que també en fou entrenador entre 1971 i 1975. Pel que fa a clubs, defensà els colors de Arsenal FC, durant més d'una dècada, i del Hull City AFC.
Fou l'entrenador de l'Arsenal que guanyà la Copa l'any 1979.

## Palmarès
Arsenal
- FA Cup: 1979